# Georg von Tiesenhausen

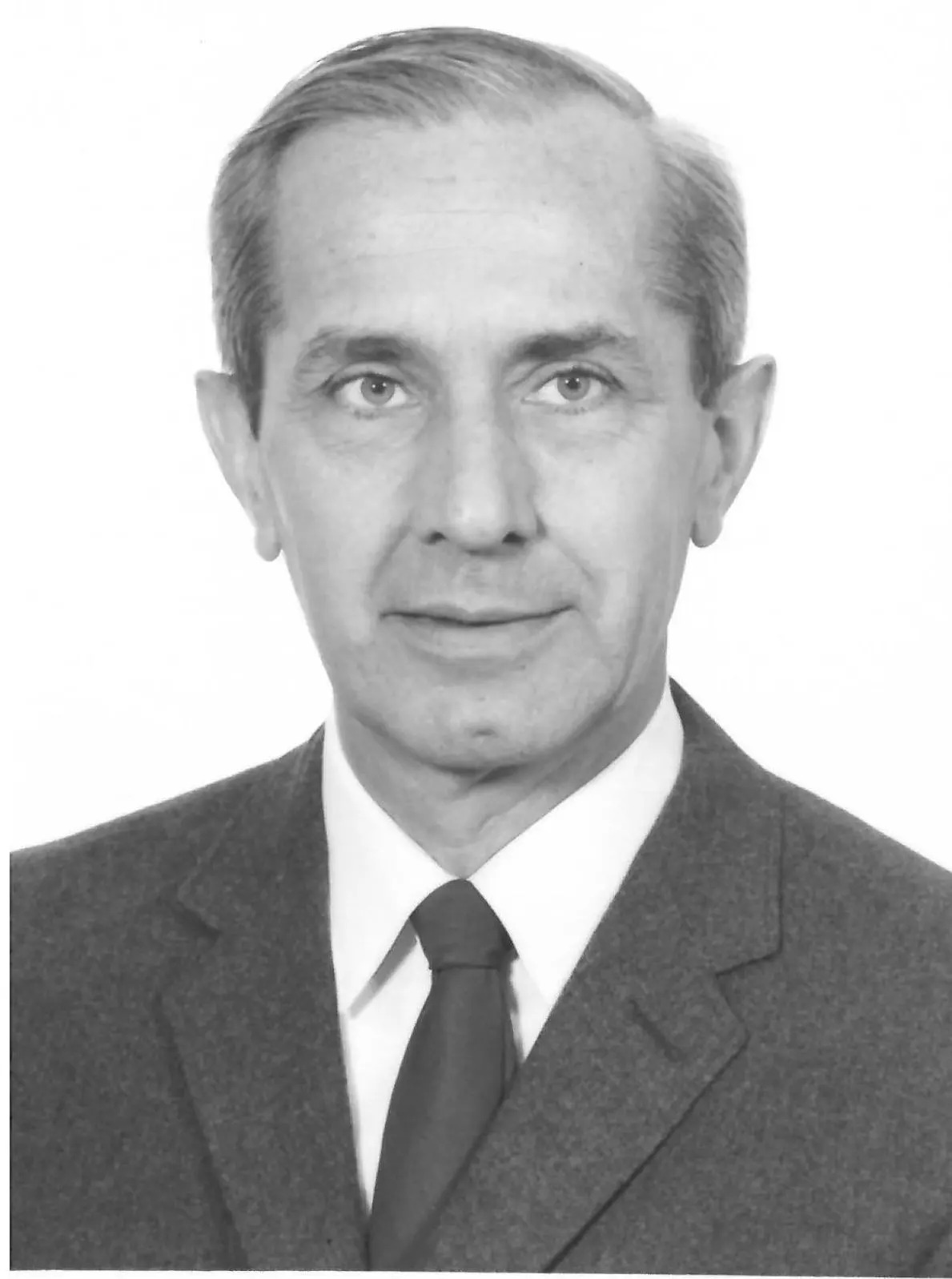
Georg von Tiesenhausen

Georg Felix von Tiesenhausen (* 18. Mai 1914 in Riga, Russisches Kaiserreich; † 3. Juni 2018 in Huntsville, Alabama) war ein deutschamerikanischer Ingenieur. Er war im Zweiten Weltkrieg an der Entwicklung der V2-Rakete und später im Rahmen des Apollo-Programms maßgeblich an der Konstruktion des Lunar Roving Vehicle beteiligt.

## Leben
Georg von Tiesenhausen entstammte dem deutsch-baltischen Adelsgeschlecht Tiesenhausen und war das mittlere von drei Kindern aus der Ehe von Felix von Tiesenhausen und seiner ersten Ehefrau, der Schottin Marion Cowan. Er heiratete am 15. März 1943 in Hamburg Asta Esch; aus der Ehe stammen drei Kinder.
Von Tiesenhausen studierte Maschinenbau an der Ingenieurschule in Hamburg (heute HAW Hamburg), wurde zur Wehrmacht einberufen und 1941 an der Ostfront eingesetzt. Als angehender Ingenieur durfte er sein Studium kurzfristig wieder fortsetzen, unter anderem bei Heinrich Blasius. Nach seinem Examen 1943 wurde er zur Heeresversuchsanstalt Peenemünde auf Usedom kommandiert, an der zu dieser Zeit Wernher von Braun technischer Direktor war.
Nach dem Ende des Zweiten Weltkriegs geriet Tiesenhausen in Kriegsgefangenschaft. Nach der Entlassung arbeitete er als Lastwagenfahrer, Automechaniker, Pass-Fotograf, Büroangestellter und Chauffeur. 1949 fand er Anstellung als Ingenieur beim Uetersener Unternehmen Hatlapa; dort konstruierte er Schiffswinden.
1953 holte Wernher von Braun ihn nach Huntsville (Alabama) in seine Raketen-Entwicklungsabteilung (Operation Paperclip). Hier wirkte er am Marshall Space Flight Center, wo er neben dem Lunar Roving Vehicle Komponenten für die Saturn-V-Rakete entwickelte.
Im Jahr 1986 setzte er sich von seiner Ingenieurstätigkeit zur Ruhe und wurde Gastdozent am United States Space Camp, einer Bildungseinrichtung des U.S. Space & Rocket Center in Huntsville. Von Tiesenhausen galt nach dem Tod Oscar Holderers im Jahr 2015 als letztes noch lebendes Mitglied von „Wernher von Brauns deutschem Mondraketenteam“.

## Auszeichnungen
2007 wurde von Tiesenhausen in die Hall of Fame des Space Camp aufgenommen und 2011 für sein Lebenswerk mit dem Lifetime Achievement Award in Education ausgezeichnet. Der Preis wurde ihm durch Neil Armstrong überreicht.